# Sistema de percepción
El sistema de percepción es un sistema computacional (biológico o artificial) diseñado para crear inferencias acerca de propiedades de un ambiente biofísico basado en una escena.  Pueden existir otras definiciones.
En este contexto, una escena es definida como información que puede fluir desde un recto físico hacia un sistema computacional por la vía de la transducción. Un órgano sensorial (biológico o artificial) es usado para capturar esta información. Por lo tanto, cualquier sistema perceptivo debe incorporar información de al menos un órgano sensorial.
Ejemplos de sistemas perceptuales incluyen:
- El sistema visual
- El sistema auditivo
- El sistema olfatorio
- El sistema somatosensorial
- El sistema de sonar/ecolocación de un murciélago
- Un medidor de luz artificial
- Un detector de movimiento hecho por el hombre.

La investigación en el campo de los sistemas perceptuales se centra en los aspectos computacionales de la percepción. Por esta razón, existe una superposición significativa con la neurociencia, el diseño del sensor, las estadísticas de escenas naturales, y las ciencias computacionales.